# Zaïnoul Bah
Zaïnoul Bah, né le 25 mai 1984, à Choisy-le-Roi, en France, est un joueur franco-ivoirien de basket-ball. Il évolue au poste de meneur.

## Palmarès
- Championnat de France de Pro B 2006
- Champion de Suisse de D2 2010